# La Gloire de mon père
Pour l’article homonyme, voir La Gloire de mon père (film).
La Gloire de mon père est le premier tome des Souvenirs d'enfance, un roman autobiographique de Marcel Pagnol, paru en 1957.
Le récit, qui débute avec la naissance de l'auteur, le 28 février 1895 à Aubagne, raconte son enfance à Marseille, ses premières années passées à l'école primaire, ses vacances en famille, près du village de la Treille, pendant l'été de 1904, et prend fin sur les exploits de son père durant une partie de chasse dans les collines du massif du Garlaban.

## Résumé
« Je suis né dans la ville d'Aubagne, sous le Garlaban couronné de chèvres, au temps des derniers chevriers ».

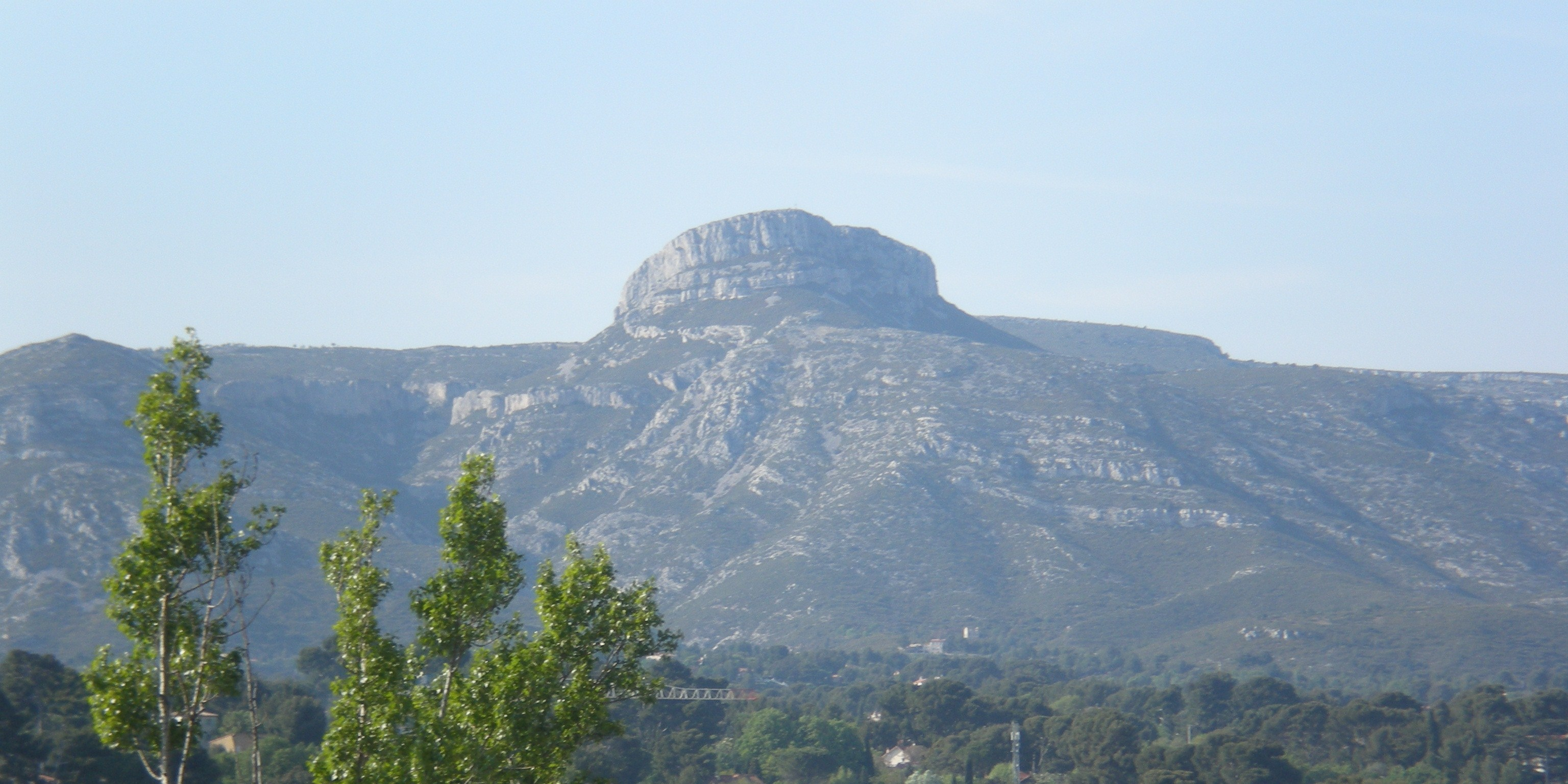
Le massif du Garlaban (vu depuis la ville d'Aubagne).

Ainsi débute ce premier tome des souvenirs d'enfance.
Marcel Pagnol raconte sa naissance, les lointaines origines (espagnoles) de ses parents et grands-parents paternels : son père, Joseph Pagnol, instituteur à Aubagne depuis 1889. Sa mère, Augustine, a donné naissance à trois autres enfants : Paul, né en 1898, Germaine, née en 1902 et René, né en 1909. Joseph est nommé à l'école du Chemin des Chartreux de 1900 à 1908 et la famille s'installe à Marseille. Alors qu'il a 6 ans, le petit Marcel est emmené en promenade au parc Borély par la sœur d'Augustine, tante Rose, presque tous les jeudis et dimanches, pour  taquiner les canards. Mais cette assiduité cache une idylle amoureuse depuis qu'elle y a rencontré un galant homme qui deviendra l'oncle Jules. Pour acheter son silence, celui-ci se fait passer auprès de l'enfant pour le propriétaire du parc.
Tout semble opposer Joseph, l'instituteur anticlérical, au truculent et catholique oncle Jules ; pourtant les deux familles décident en 1904 de louer ensemble une maison de campagne dans les collines, « juste au bord d'un désert de garrigue qui va d'Aubagne à Aix », la « Bastide Neuve », pour y passer les vacances d'été. Après un long trajet dans les chemins poussiéreux, derrière la mule tirant les meubles et les provisions nécessaires au séjour, ils parviennent à cette petite villa située aux Bellons, après le village de La Treille, sur la commune d'Allauch. Ces vacances sont une révélation pour le jeune Marcel et son frère qui tombent amoureux des collines emblématiques de la Provence, de sa végétation sauvage, de ses massifs de roche : Garlaban, Tête Rouge, le Taoumé.

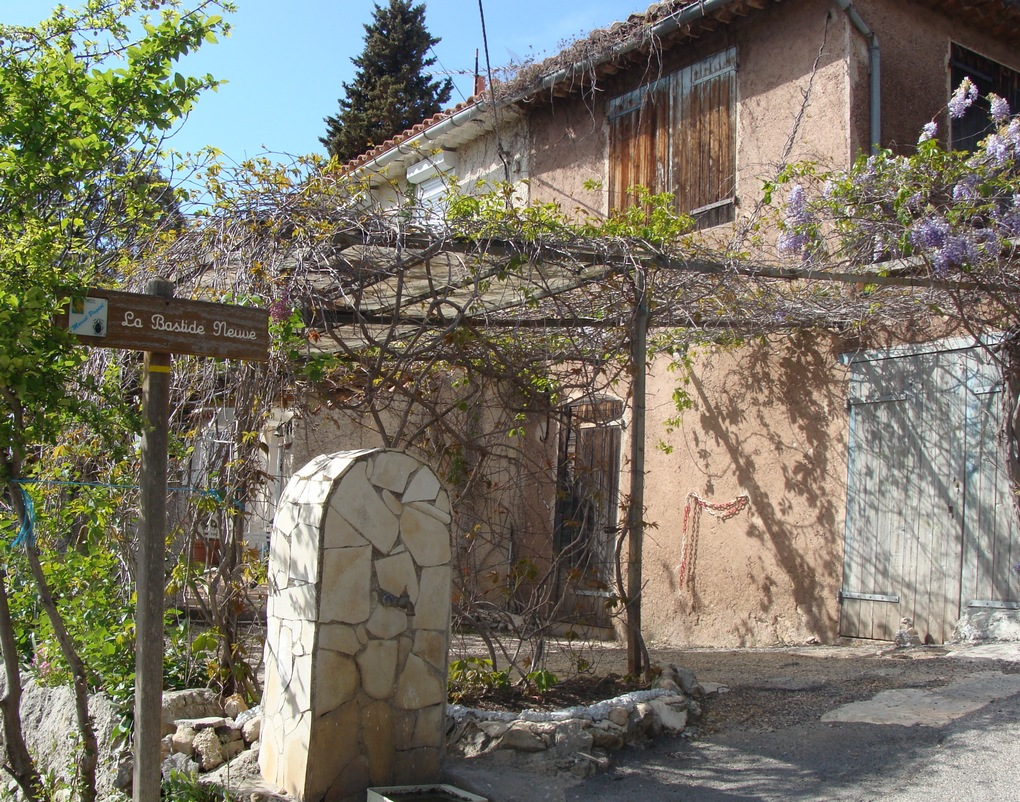
La « Bastide Neuve », la maison de vacances de la famille Pagnol, au printemps 2008.

Marcel suit en secret son père et son oncle partis faire l'ouverture de la chasse et, après s'être égaré, finit par retrouver les chasseurs au son des coups de fusil. Il découvre que son père, qui « n'avait  jamais tué ni poil ni plume », vient de réussir un « coup du roi » : il a abattu une paire de perdrix bartavelles en plein vol d'un seul coup de fusil. Ce doublé magnifique fait la renommée de Joseph Pagnol dans le village de La Treille, pour la plus grande fierté de son fils, qui partage d'autant plus la gloire que c'est lui qui a retrouvé les puissants volatiles.
Le curé du village, ornithologue amateur, proposant de fixer l'exploit sur la plaque photographique, Joseph cède contre toute attente à la vanité et pose fièrement avec les oiseaux, en contradiction flagrante avec ses principes, alors qu'il venait de railler un de ses collègues qui s'était fait photographier avec un poisson après une partie de pêche. Ce revirement inspira à Marcel Pagnol une de ses plus belles tirades sur l'amour filial : « J'avais surpris mon cher surhomme en flagrant délit d'humanité :  je sentis que je l'en aimais davantage. Alors, je chantai la farandole, et je me mis à danser au soleil. »

## Souvenirs d'enfance
La Gloire de mon père est le premier d'une série de quatre romans centrés sur la vie de Marcel Pagnol . C'est une autobiographie embellie par le temps et l'imagination, l'auteur laissant courir son imagination pour « redonner vie » à ceux qui l'ont entouré durant ses jeunes années comme l'oncle Jules, le chasseur d'une sagacité sans égale qui roule les « R comme un ruisseau roule les graviers ». Dans un entretien de 1960 avec Pierre Dumayet, il explique que ses mémoires sont surtout une mise en valeur de son père et de sa mère. Ces êtres réels se sont transformés en personnages.
La Gloire de mon père connaît un immense succès (plus de cinquante mille exemplaires vendus en un mois) et le deuxième tome, Le Château de ma mère, s'inscrit en tête du classement des meilleures ventes de l'année 1958.

## Anecdote de la source perdue
L'anecdote de la source perdue parce que le grand-père de Lili a trop tardé, à l'approche de sa mort, à en révéler l'emplacement à son fils, est directement transposée d'une anecdote similaire narrée par le personnage de César Soubeyran (le Papet), dans le film Manon des sources, sorti en 1952. Cette anecdote a été reprise telle quelle dans le film d'Yves Robert, en 1990, mais était absente du film de Claude Berri, Manon des sources, en 1986.

## Livre audio
- Marcel Pagnol (auteur et narrateur), La Gloire de mon père, Vincennes, Frémeaux & Associés, 17 octobre 2006 (EAN 356-1-302-51602-8, BNF 40930439)Enregistrement réalisé vers le milieu des années 1960 par Marcel Pagnol à son domicile et retrouvé une trentaine d'années après sa mort. Support : 4 CD audio, durée : 4 h 2 min. Référence éditeur : FA5160.

## Adaptations

### Cinéma
En 1990, Yves Robert a réalisé le diptyque La Gloire de mon père et Le Château de ma mère sur un scénario de Louis Nucera et Jérôme Tonnerre. Philippe Caubère et Nathalie Roussel incarnent les parents de Marcel (Julien Ciamaca) et Paul (Victorien Delamare). L'oncle Jules et la tante Rose sont interprétés par Didier Pain et Thérèse Liotard. Des passages du texte du roman original sont narrés par Jean-Pierre Darras.
Grambois sert de décor pour l'ancien village de la Treille. La « Bastide Neuve » se situe dans le domaine de Pichauris à Allauch, au cœur du Massif de l'Étoile et du Garlaban.

### Bande dessinée
En 2015, Éric Stoffel, Serge Scotto et le dessinateur Morgann Tanco supervisés par Nicolas Pagnol (petit-fils de l'auteur), ont signé l'adaptation du roman en BD chez Bamboo Édition/Grand Angle. En 2018, parait La Glori de moun paire, l'adaptation en langue provençale du précédent album, toujours dans la même collection.